# 1ª Brigata proletaria d'assalto dalmata
La 1ª Brigata proletaria d'assalto dalmata, in cirillico Прва далматинска пролетерска ударна бригада, in serbo-croato Prva dalmatinska proleterska udarna brigada, è stata una formazione militare dell'Esercito Popolare di Liberazione della Jugoslavia che venne costituita il 6 settembre 1942 in Bosnia con alcuni reparti partigiani della Dalmazia.
La brigata partecipò alla maggior parte delle operazioni dell'Esercito popolare durante la Seconda guerra mondiale sul fronte jugoslavo combattendo contro gli eserciti dell'Asse e i collaborazionisti cetnici e ustaša.

## Storia
La 1ª Brigata dalmata venne costituita ufficialmente dal Comando supremo dell'Esercito popolare di liberazione il 6 settembre 1942 nel villaggio di Dobra, nei pressi di Livno. La nuova unità partigiana era costituita da quattro battaglioni: il 1° "Ante Jonić", il 2° "Bude Borjan", il 3° "Josip Jurčević" e il 4° "Tadija Anušić", con in totale 1.217 combattenti, di cui 83 donne. Di questi partigiani, 1.184 provenivano dalla Dalmazia, principalmente da Spalato, Sebenico, Tenin e Signo.

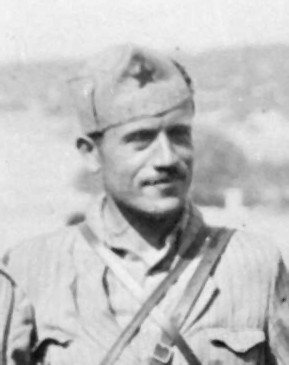
Il montenegrino Pero Ćetković fu il primo comandante della 1ª Brigata dalmata.

La nuova brigata, inizialmente alle dipendenze della IV zona operativa croata, venne assegnata dal 9 novembre 1942, alla nuova 3ª Divisione d'assalto, mentre dall'8 settembre 1943 passò al comando della 9ª Divisione dalmata; infine dal gennaio 1944 fino al termine della guerra combatté sotto il controllo della 26ª Divisione dalmata. Gli effettivi partigiani della brigata aumentarono progressivamente durante la guerra; alla fine di agosto 1944 il reparto dalmata contava 1.650 combattenti che salirono a 2.372 a gennaio 1945.
La brigata dalmata, comandata all'inizio dall'esperto Pero Ćetković, entrò subito in combattimento e partecipò ai duri scontri del novembre-dicembre 1942 nel settore di Jajce per occupare di nuovo la città che, liberata una prima volta in settembre, era tornata in possesso dei tedesco-croati. La battaglia si concluse con il successo dei partigiani, ma durante gli scontri cadde il vice-comandante Božo Bilić "Marjan"; la brigata ricevette un encomio dal comando della 3ª Divisione partigiana per il valore dimostrato. Fin da questi primi combattimenti il reparto dalmata si affermò con una delle formazioni scelte dell'Esercito popolare di liberazione.
Nella grande battaglia della Neretva la 1ª brigata dalmata, passata al comando di Gligo Mandić dopo la promozione di Pero Ćetković, subì pesanti perdite, ma ebbe un ruolo importante soprattutto nella conquista di Prozor il 17 febbraio 1943; furono i dalmati che entrarono nella città insieme ai montenegrini della 5ª Brigata proletaria. Dopo questo brillante successo, la brigata rimase in azione e difese Prozor contro il kampfgruppe tedesco-croato "Vogel" che tentava di riconquistare la città; dopo aver fermato il contrattacco nemico, i partigiani dalmati passarono la Neretva insieme alle altre formazioni della 3ª Divisione d'assalto.

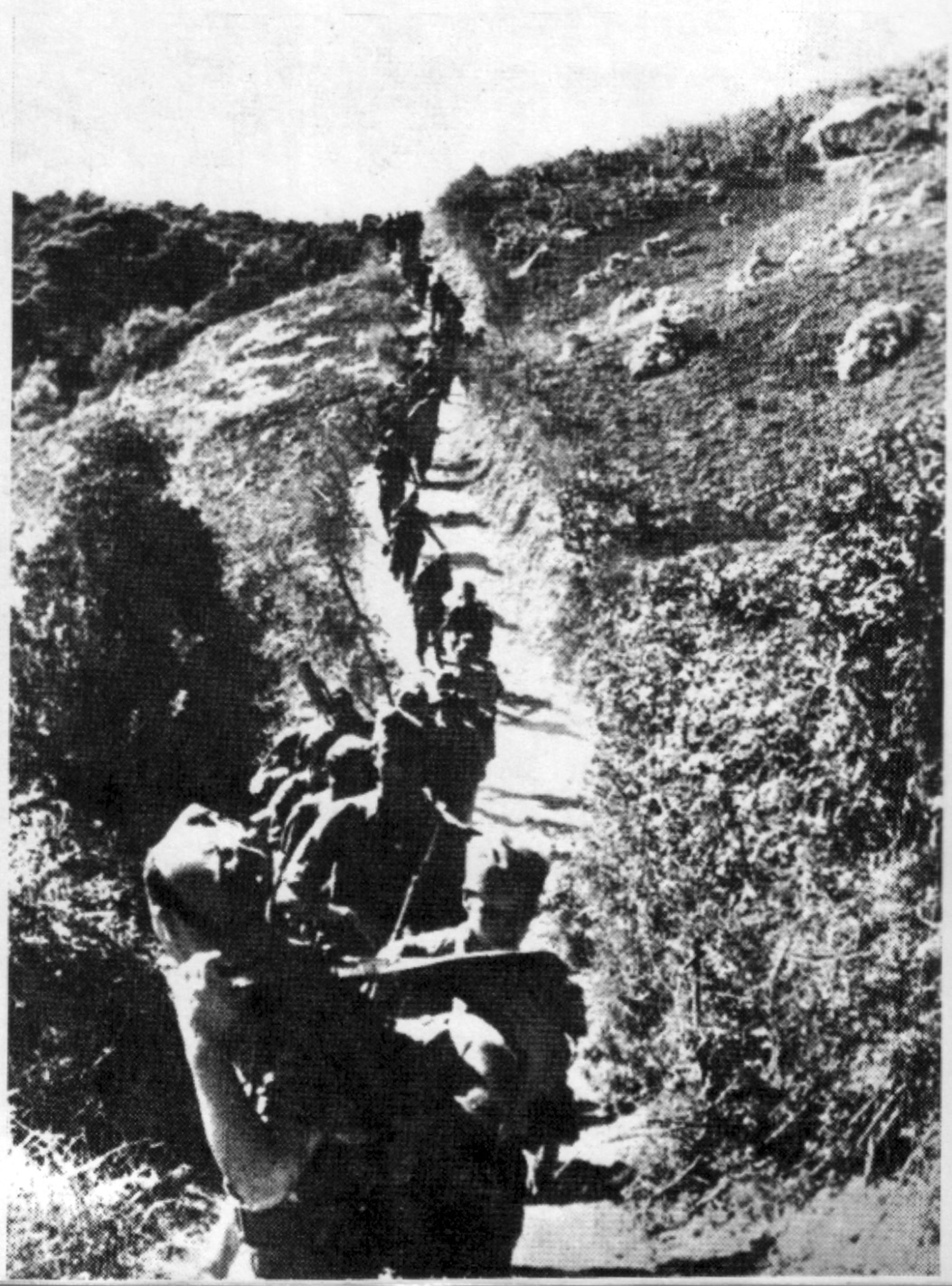
La 1ª Brigata dalmata in marcia verso la costa dalmata nell'estate 1943.

La successiva battaglia della Sutjeska segnò un momento drammatico della storia della 1ª Brigata dalmata che rimase accerchiata tra la Piva e la Tara insieme alle altre formazioni della 3ª Divisione d'assalto. L'unità ripiegò verso nord in prima fila e guidò il tentativo di sfondamento delle forze partigiane accerchiate guidate da Milovan Đilas e Sava Kovačević. Giunta al fiume Sutjeska, la brigata dalmata sferrò sotto il comando di Gligo Mandić l'attacco per aprire il varco nelle linee d'accerchiamento nemiche e in un primo momento ebbe successo. Mandić tuttavia attaccò senza coordinarsi con gli altri reparti che seguivano e dopo lo sfondamento proseguì subito con tre battaglioni della brigata senza attendere le altre unità che quindi si trovarono nuovamente accerchiate e furono in parte distrutte. Mandić venne criticato in seguito per la sua azione di comando in questa fase della battaglia. Mentre il grosso della brigata dalmata riuscì a sfuggire dalla trappola e si ricongiunse con il gruppo principale di Tito, il II e il III battaglione rimasero nella sacca e ripiegarono in piccoli gruppi verso l'Erzegovina. Le perdite della 1ª Brigata dalmata nella battaglia della Sutjeska furono altissime: 648 caduti su circa 1.000 partigiani, il 60% degli effettivi del reparto all'inizio dei combattimenti.

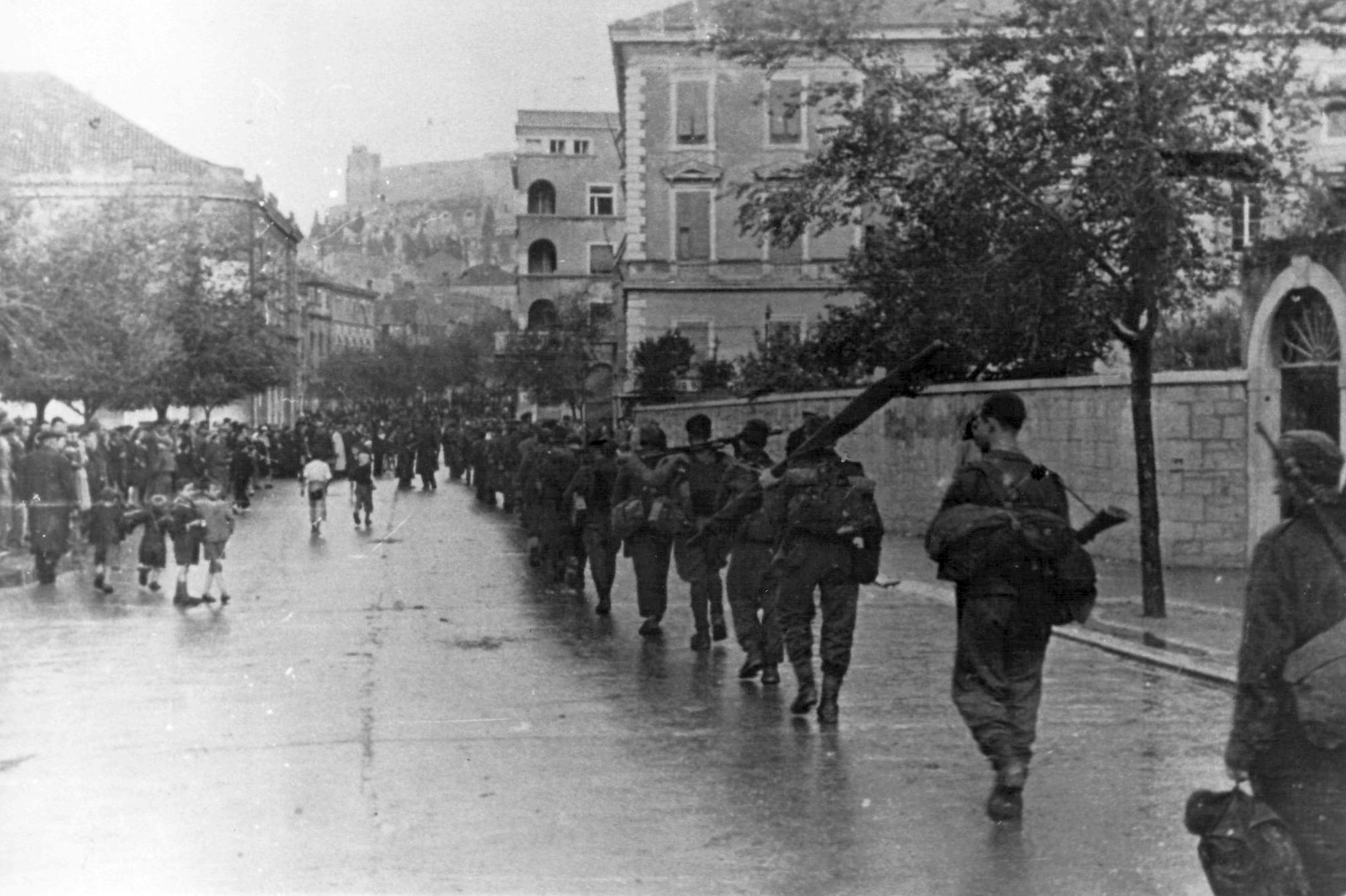
I partigiani della 1ª Brigata dalmata entrano a Sebenico il 3 novembre 1944.

Nell'agosto del 1943 la 1ª Brigata dalmata potenziò le sue forze con l'inserimento di tre nuovi battaglioni e ritornò in Dalmazia nella zona di Verlicca da dove, dopo la resa dell'Italia marciò a settembre verso Spalato per concorrere alla difesa di quella città su cui stava marciando anche la 7. Divisione SS "Prinz Eugen". La brigata combatté duramente contro i tedeschi a Clissa per tutto il mese di settembre mentre in ottobre, dopo la caduta di Spalato, fu impegnata in battaglia nella penisola di Sabbioncello e sull'isola di Lesina. Subito dopo contribuì alla ritirata dall'isola di Curzola di due brigate partigiane attaccate da preponderanti forze tedesche impegnate nell'operazione Herbstgewitter.
Nel gennaio 1944 la 1ª Brigata dalmata entrò a far parte della 26ª Divisione dell'VIII Korpus e partecipò alla difesa dell'isola di Vis che sarebbe diventata in seguito la sede del nuovo quartier generale di Tito, dall'isola la brigata effettuò anche alcune incursioni di disturbo sulle isole occupate di Lesina, Meleda, Curzola e Solta. Nella fase finale della guerra la brigata dalmata prese parte, insieme alla 11ª Brigata dalmata, ai combattimenti contro il gruppo da combattimento della 369ª Divisione tedesco-croata e contribuì alla disgregazione del kampfgruppe tedesco "Alermann" e alla sconfitta di varie formazioni cetniche; quindì partecipò alla liberazione di Sebenico e alle operazioni che portarono alla liberazione di Mostar e Tenin. Infine prese parte all'avanzata finale della 4ª Armata jugoslava verso l'Istria e Trieste, contribuendo alla liberazione di Bihać, della Lika, del litorale croato, Veglia, Clana e Bisterza. La brigata terminò la guerra dopo aver raggiunto l'Isonzo l'8 maggio 1945.
Per il valore dimostrato in combattimento il 19 settembre 1944 per decisione ufficiale del comandante supremo Tito, la 1ª Brigata dalmata ricevette la denominazione onorifica di unità "proletaria"; essa ricevette anche le onorificenze dell'Ordine di Eroe nazionale del popolo, l'Ordine della Liberazione Nazionale e l'Ordine della Fratellanza e Unità con corona in oro.
Nella brigata combatterono durante la guerra circa 5.500 partigiani, e nell'ultime fasi del conflitto furono inseriti anche circa 500 combattenti albanesi del Kosovo; 2.229 partigiani morirono combattendo nella 1ª Brigata proletaria d'assalto dalmata.

## Eroi nazionali della 1ª Brigata proletaria d'assalto dalmata
- Ante Kronja
- Božo Bilić "Marjan"
- Vladimir Rolović
- Pero Ćetković